# مسجد السلطان محمد الفاتح (بريشتينا)
مسجد السلطان محمد الفاتح (بالألبانية: Xhamia e Sulltan Mehmet Fatihut) هُو مسجد يقع في بريشتينا عاصمة كوسوفو. بناه السلطان محمد الفاتح عام 1461 إبان فترة حُكم الدولة العثمانية لكوسوفو.